# Adolphe Brongniart

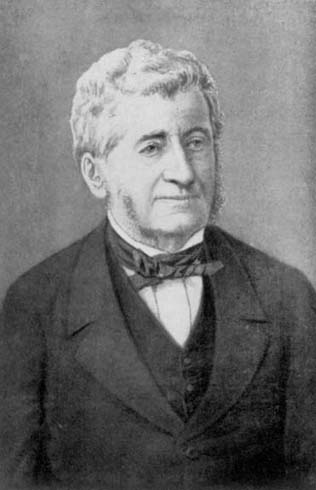
Adolphe Brongniart

Adolphe Théodore Brongniart (* 14. Januar 1801 in Paris; † 19. Februar 1876 Paris) war ein französischer Botaniker und Phytopaläontologe. Sein offizielles botanisches Autorenkürzel lautet „Brongn.“

## Leben und Wirken
Adolphe Brongniart war der Sohn des Geologen Alexandre Brongniart und seiner Mutter Jeanne Cécile Brongniart (1782–1862), einer geborenen de Coquebert Montbret. Sein Großvater väterlicherseits war der Architekt Alexandre-Théodore Brongniart, der Entomologe Charles Brongniart sein Enkel.
Von 1822 bis 1825 unternahm er eine Weltreise. Er studierte ab 1827 an der Universität von Paris Medizin und Botanik. Er wurde 1826 mit der Schrift Mémoire sur la famille des Rhamnées, ou, Histoire naturelle et médicale des genres qui composent ce groupe de plantes promoviert. Anschließend war Brongniart Lehrer an der medizinischen Fakultät an der Sorbonne. 1833 wurde er Professor für Botanik und Physiologie der Pflanzen am Jardin des Plantes. Seit Dezember 1829 war er korrespondierendes Mitglied der Russischen Akademie der Wissenschaften in St. Petersburg. 1834 wurde er Mitglied der Französischen Akademie der Wissenschaften, 1841 auswärtiges Mitglied der Bayerischen Akademie der Wissenschaften, 1852 Generalinspektor der naturwissenschaftlichen Fakultäten Frankreichs, 1860 korrespondierendes Mitglied der Göttinger Akademie der Wissenschaften, 1864 assoziiertes Mitglied der Académie royale des Sciences, des Lettres et des Beaux-Arts de Belgique und 1866 Mitglied des kaiserlichen Rats des öffentlichen Unterrichts. Brongniarts Arbeit über die Verwandtschaft zwischen ausgestorbenen und noch existierenden Pflanzen hat ihm den Ruf eingebracht, der Vater der Paläobotanik zu sein.
Bereits 1821 gab er einen Versuch der Klassifikation der vorweltlichen Pflanzen heraus, dem er einen Prodrome d’une histoire des végétaux fossiles (1828) folgen ließ. Sein Hauptwerk ist die Histoire des végétaux fossiles, ou recherches botaniques et géologiques sur les végétaux renfermés dans les diverses couches du globe (1828–1847, 2 Bände), worin er eine systematische Zusammenstellung aller ihm bekannt gewordenen Arten und seine Ansichten über ihre Aufeinanderfolge in vorweltlichen Perioden lieferte.
Hieran schließt sich die Chronologische Übersicht der Vegetationsperioden und der verschiedenen Floren in ihrer Nacheinanderfolge auf der Erdoberfläche an.
Als Pflanzenphysiologe bemühte er sich um die Frage des Vorganges bei der geschlechtlichen Zeugung und verglich die Protoplasmakörnchen des Pollenkorns mit den Spermatozoen der Tiere. Darüber hinaus war Brongniart als Systematiker tätig. Brongniart war Mitglied der Redaktion der von Louis van Houtte herausgegebenen botanischen Zeitschrift Flore des serres et des jardins de l’Europe und gründete später zusammen mit seinen beiden Schwägern Victor Audouin und Jean-Baptiste Dumas die Annales des Sciences Naturelles sowie 1854 die Société botanique de France, deren erster Präsident er wurde.
Für seine Leistung wurde er 1841 mit der Wollaston-Medaille der Geological Society of London ausgezeichnet.

## Nach Brongniart benannte Taxa
Die Pflanzengattungen Brongniartia Kunth aus der Familie der Hülsenfrüchtler (Fabaceae) und Brongniartikentia Becc. aus der Familie der Palmengewächse (Arecaceae) sind zu seinen Ehren benannt worden. Auch Brongniartella Bory, eine Gattung der Algen wurde nach ihm benannt. Auch die Gattung Adolphia Meisn. aus der Familie der Kreuzdorngewächse (Rhamnaceae) ist nach ihm benannt. Außerdem  ist er der Erstbeschreiber des Süßgrases Anomochloa marantoidea.

## Schriften (Auswahl)
- Rapport sur les progrès de la botanique phytographique. 1868 (online)